# Старі Кени
Старі Ке́ни (рос. Старые Кены) — присілок в Зав'яловському районі Удмуртії, Росія.
Знаходиться на обох берегах невеликої річки Шашур, лівої притоки річки Стара Кенка, обабіч автодороги Р322 Іжевськ-Сарапул. В селі діє дитячий садок.

## Населення
Населення — 357 осіб (2010; 298 в 2002).
Національний склад станом на 2002 рік:
- удмурти — 80 %

## Історія
Присілок Кен вперше згадується в Ландратському переписі 1716 року. Тоді воно відносилось до сотні Пронки Янмурзіна Арської дороги. До революції присілок входило в склад Сарапульського повіту Вятської губернії. За даними 10-ї ревізії 1859 року в селі Старий Кен проживало 261 особа в 34 дворах, працював млин. Після утворення Вотської АО, присілок стало центром Старокенської сільради Зав'яловської волості, пізніше — Іжевського району. В 1936 році сільрада передана в склад Зав'яловського району. В 1970 році центр сільради був перенесений до присілка Каменне, а сільрада перейменована в Каменнську.

## Урбаноніми[5]
- вулиці — Берлінська, Варшавська, Віденська, Зарічна, Лісова, Лондонська, Механізаторів, Молодіжна, Московська, Паризька, Польова, Празька, Роздільна, Римська, Садова, Соснова, Таллінська, Шкільна
- провулки — Афінський, Брюсельський